# Leopold Joseph von Daun
Leopold Joseph Maria von Daun gróf (Bécs, 1705. szeptember 24. – Bécs, 1766. február 5.) Teano hercege (Fürst von Thiano), császári-királyi tábornagy (k.k. Feldmarschall), a 18. század egyik sikeres hadvezére, Mária Terézia császárné katonai főtanácsadója, a hétéves háború második felében a Császári-Királyi Hadsereg (Kaiserlich-Königliche Armee) főparancsnoka.

## Élete

### Származása, családja, ifjúsága
Édesapja Wirich Philipp Lorenz von und zu Daun gróf (1669–1741), császári tábornagy, Teano hercege volt, aki a spanyol örökösödési háború hadvezéreként harcolt Savoyai Jenő herceg parancsnoksága alatt, majd Nápoly alkirálya, Németalföld helytartója, Milánó katonai kormányzója lett. Édesanyja Maria Barbara von Herberstein grófnő volt.
Apja egyházi pályára szánta fiát, de Leopold – akinek apja és nagyapja is neves tábornok, katonaparancsnok volt – inkább a katonai pálya mellett döntött. 1718-ban, tizenöt évesen, apja ezredében együtt már részt vett a Szicília birtoklásáért Spanyolország ellen vívott háborúban.
Újabb katonai tapasztalatokat szerzett, amikor Itáliában és a Rajnánál szolgált, majd 1734–35-ben, immár ezredesi rangban részt vett a lengyel örökösödési háborúban. Vezérőrnagyi rangban harcolta végig az Oszmán Birodalom ellen viselt 1737–39-es „török háborút”, ezt követően altábornaggyá (Feldmarschalleutnant) léptették elő.

### Az osztrák örökösödési háborúban
A Mária Terézia osztrák főhercegnő 1740-es trónra lépését követően kirobbant osztrák örökösödési háborúban (1740–1742) Daun altábornagy császári hadvezérként előbb Sziléziában harcolt a poroszok ellen, majd Lotaringiai Károly Sándor herceg tábornagy (1712–1780) parancsnoksága alatt a franciák ellen. Kitűnt azzal az óvatos vezetési taktikával, amely később egész hadvezéri pályafutását jellemezte.
Parancsnokként harcolt 1742. május 17-én a chotusitzi csatában (ma: Chotusice, Csehország), ahol II. (Nagy) Frigyes porosz király (1712–1786) legyőzte a császáriakat, és Prága alatt. 1743-ban a győzelmes dunai hadjáratban ő vezette Khevenhüller gróf tábornagy, császári főhadparancsnok (1683–1744) haderejének előőrseit. Otto Ferdinand von Abensberg und Traun gróf tábornagy, aki 1744-ben Khevenhüllert követte a haderő-főparancsnoki tisztségben, szintén nagyra tartotta Daun altábornagyot, és rábízta utóvédjének parancsnokságát, amikor az osztrák hadsereg elszakadt a franciáktól, hogy megtámadja Nagy Frigyest.
A második sziléziai háború (1744–1745) során Daun harcolt II. Frigyes ellen Alsó-Sziléziában, a hohenfriedbergi csatában 1745. június 4-én (ma: Dobromierz, Lengyelország), ahol a poroszok győzelmet arattak, a jelentős erőkkel felvonult osztrák erő ellenére. Részt vett a dél-csehországi a soori csatában 1745. szeptember 30-án (ma: Žďár község, Trutnov körzet), ahol magyar huszárok rajtaütöttek Frigyes főhadiszállásán, foglyul ejtették a király titkárát is. Számos bizalmas iratot zsákmányoltak, köztük a porosz király és a hannoveri választófejedelem titkos szerződését is. A hannoveri választófejedelem III. György angol király (1738–1820) volt, hivatalosan Ausztria szövetségese a háborúban. A titkos szerződés Mária Terézia számára az angol szövetség megbízhatatlanságát bizonyította.
A soori csatát követően, még 1745-ben Daun grófot táborszernaggyá (Feldzeugmeister) nevezték ki. 1745. december 25-én a Porosz Királyság, Szászország és Ausztria megkötötték a drezdai békeszerződést, amely lezárta az osztrák örökösödési háború első szakaszát és a második sziléziai háborút (utóbbit gyakran tekintik az osztrák örökösödési háború részének). Ausztria elveszítette Sziléziát, amely Poroszország birtokába került. II. Frigyes porosz király viszont elismerte Mária Terézia főhercegnő férjét, Lotaringiai Ferenc István herceget a német-római császárnak.

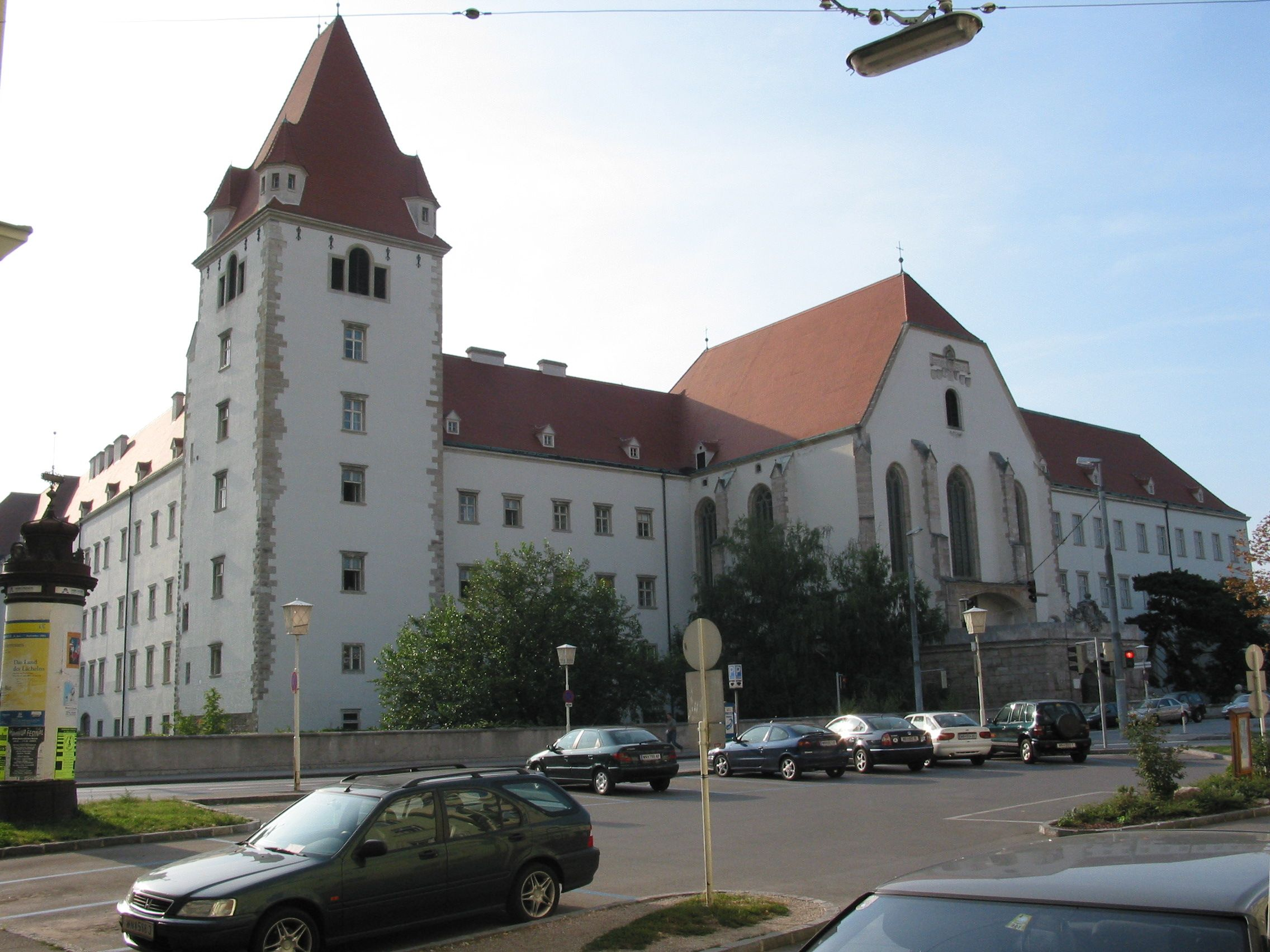
A bécsújhelyi Mária Terézia Katonai Akadémia

### Házasság és haderőszervezés
1746-ban Daun gróf feleségül vette Josefa von Fuchs grófnőt, Nostitz gróf özvegyét. Anyósa, Charlotte von Fuchs grófné (1681–1754) korábban Mária Teréziának és húgának, Mária Annának (1718–1744) dajkája volt, később a császárné főudvarhölgye lett. A grófnő Mária Terézia császárné bizalmasa volt, Mária Terézia „meine Füchsin”-nek (kb. „rókalányom”) nevezte. A grófnő sok titkot tudott és a legbelső körökben mozoghatott. A császárné megbízásából végzett szolgálatainak súlyát érzékelteti az a tény, hogy halála után a grófnőt a Habsburg-család temetkezőhelyén, a bécsi kapucinusok templomának kriptájában (Kapuzinergruft) temették el. E helyt mindmáig ő az egyetlen, nem a Habsburg-családhoz tartozó személy.
Befolyásos anyósa révén Daun gróf tekintélye is megnőtt, Mária Terézia kegyeltje lett. A drezdai békeszerződés után, táborszernagyi rangban részt vett az 1746–47-es németalföldi hadjáratban, és harcolt a franciák ellen a maastrichti csatában (1747. július 2.). A hadjárat a Habsburg Birodalom szövetségesei számára kudarccal végződött, Daun hatékony parancsnoki működése ellenére.
Az osztrák örökösödési háborút végleg lezáró aacheni békeszerződés (1748. október 18.) után az európai hatalmak egyöntetűen elismerték a pragmatica sanctiót, bár Mária Teréziának le kellett mondania a parmai és piacenzai hercegségekről Fülöp pármai herceg javára, és Nyugat-Lombardia egyes területeiről III. Károly Emánuel szárd–piemonti király, Savoya hercege) javára.
A háború befejezése utáni békés években a császárné a hadsereg és a katonai igazgatás újjászervezésével bízta meg Daun grófot. A katonaság ellátására még 1746-ban, Daun javaslata alapján Mária Terézia létrehozta az udvari hadbiztosság intézményét. 1749-ben bevezették a haderőben a Daun által kidolgozott új szervezeti szabályzatot („Daunsche Reglement”), életművének egyik jelentős alkotását. 1751-ben megalapította bécsújhelyi Mária Terézia Katonai Akadémiát (Theresianische Militärakademie), amely a mai napig az osztrák tisztképzés egyik központja. Ugyanebben az évben a császárné elrendelte, hogy a tisztek udvarképesek („hoffähig”) legyenek, azaz külön engedély nélkül is bármikor megjelenhessenek az udvarnál. A legénységi dezertálások nagy száma miatt 1752-ben Mária Terézia külön uralkodói leiratban kérte a Haditanácsot, hogy az újoncoknak legalább egy részét (!) önkéntes jelentkezés alapján toborozzák. Az tiszti akadémiára jelentkezők előkészítésére Bécsben kadétiskolát, majd 1954-ben hadmérnök-képző iskolát alakított. Daun lett a tiszti iskolák főfelügyelője.
A hadsereg fenntartása békeidőben az állam bevételének 25%-át tette ki (10-12 millió forintot). Ennek fedezetére 1748. július 26-án a Septennalpatent elnevezésű rendelet az örökös tartományokban kimondta az általános adókötelezettséget, amely a nemesekre is vonatkozott. A tartományok által fizetendő új adókat (németül) „Rezess”-nek (ejtsd: récessz) nevezték. Daun bevezette az osztrák haderőben az egységes fehér egyenruhát (korábban minden ezred más egyenruhát viselt). Mária Terézia kinevezte őt Bécs katonai parancsnokának, az Aranygyapjas rend lovagjává ütötte, és 1754-ben tábornagyi rangra (Feldmarschall) emelte.

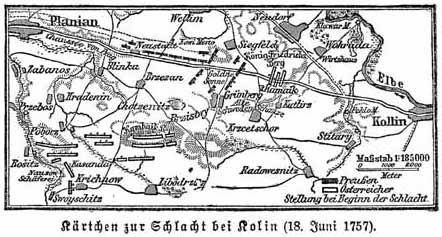
A kolíni csata korabeli térképe

### A hétéves háborúban
A hétéves háborúban (1756–63), amelyet harmadik sziléziai háború néven is említenek, a korszak összes nagyhatalma részt vett. A Porosz Királyság és Nagy-Britannia szövetsége állt szemben a Habsburg Birodalom, Franciaország és az Orosz Birodalom koalíciójával. A háború kezdetén Daun tábornagy Morvaországban állomásozott, az első hadjáratokban még nem vett részt. 1757-ben azonban a II. Frigyes porosz király által ostromzár alá vett Prága felmentésére. 1757. június 18-án a kolíni csatában (a csehországi Kolín mellett) Daun és Nádasdy Ferenc jelentős győzelmet aratott a poroszok fölött. Ez volt Nagy Frigyes első jelentős csatavesztése, ennek következtében kénytelen volt kivonulni Csehországból. A győzelem alkalmából a császárné megalapította a Katonai Mária Terézia-rendet, amellyel elsőként Daun tábornagyot tüntették ki. A császári hadsereget egyesítették Lotaringiai Károly Sándor herceg Franciaország felől megérkező hadseregével. Főparancsnoknak a herceget nevezték ki, Daun a második helyre szorult, e minőségében vett részt a porosz haderő üldözésében, és győztes csatát vívott Breslaunál (ma: Wrocław, Lengyelország).
Nagy Frigyes azonban kiváló képességű hadvezér volt. Újjászervezett hadseregével visszafordult és 1757. december 5-én az Alsó-Sziléziai Leuthen (ma: Lutynia, Lengyelország) mellett, a hétéves háború egyik legnagyobb csatájában elsöprő győzelmet aratott. A 29 000 főnyi porosz sereg szétverte a háromszoros túlerőben lévő, 87.000 fős császári sereget, amelyet Lotaringiai Károly Sándor herceg főhadparancsnok irányított. Daun is jelen volt a csatatéren, de a hadsereget Károly Sándor herceg irányította. A győzelem nyomán Frigyes gyakorlatilag visszaszerezte egész Sziléziát, benyomult Morvaországba és visszafoglalta Olmützöt is. Mária Terézia belátta Károly herceg alkalmatlanságát, leváltotta. Hosszas vita során Kaunitz kancellár (1711–1794) Ernst Gideon von Laudon báró táborszernagyot (1716–1790) ajánlotta, akit Mária Terézia túl fiatalnak talált. Helyette Daun tábornagyot nevezték ki haderő-főparancsnoknak. Vezérkari főnöke Franz Moritz von Lacy gróf tábornagy (1725–1801) lett.
Az 1758-as hadjáratokban Daun manőverező taktikával szívósan és hatékonyan állt ellen Nagy Frigyes erőszakos támadásainak, ugyanakkor fölös óvatossága miatt sok alkalmat elmulasztott, amikor jelentős porosz erőket semmisíthetett volna meg. Daun és Laudon tábornagyok a császári haderővel Kelet-Szászországba vonultak. 1758. október 14-én Laudon kezdeményezésére Hochkirch-nél (Bautzen közelében) Laudon kezdeményezésére rajtaütéssel megtámadták és szétverték Nagy Frigyes összpontosított táborát, két porosz tábornok is elesett a csatában. A császáriak jelentős győzelme nyomán Frigyes feladta a morvaországi Olmütz (ma: Olomouc, Csehország) ostromát és kivonult Csehországból. Ennek örömére október 15-én Schönbrunnban ünnepélyes hálaadó misét (Te Deum) celebráltak, az ünnepi köszöntő beszédet Pietro Metastasio udvari költő (1698–1782) írta. November 20-án a maxeni csatában fogságba ejtették Friedrich August von Finck porosz tábornok 11 000 főnyi hadtestét. Daun azonban, szokásos óvatossága és fontolgatása következtében nem aknázta ki kellőképpen ezt a győzelmet. Tervbe vette Drezdát rajtaütésszerű elfoglalását, de látva a Schmettau tábornok, városparancsnok által megtett védelmi intézkedéseket, lemondott erről.
1759-ben Laudon tábornagy behatolt Poroszországba. Frigyes haderejét becsalták Sziléziába, majd Szászországba. Szaltikov orosz cári tábornagy hadseregével együttműködve Laudon 1759. augusztus 12-én Kunersdorf-nál (ma: Kunowice, Lengyelország) legyőzte a poroszokat anélkül, hogy Daun a főerővel a helyszínre érkezett volna. Daun további tétovázása miatt azonban a győzelmet nem tudták kiaknázni, és Laudonnak vissza kellett húzódnia Sziléziába és Morvaországba.
1760-ban Daun megerősített táborba vonult Pirnában. Laudon elfoglalta Glatz erődjét, de augusztus 15-én súlyos vereséget szenvedett a poroszoktól Liegnitz-nél (ma: Legnica, Nyugat-Lengyelország). Laudon ezért a csatavesztésért nyíltan Daun főhadparancsnokot és vezérkari főnökét, Lacyt hibáztatta, akik féltékenységből cserbenhagyták őt. A határozott stratégiai döntéseket sürgető Laudon ellenségeskedése az óvatos, kitérő taktikát folytató Daun-nal és Lacy-val szemben az egész háború során fennmaradt.
1760. november 3-án a torgaui csatában Daun – igen kedvező helyzete ellenére – csatát vesztett Zieten porosz huszártábornok (1699–1786) vakmerően rohamozó lovasságával szemben. Daun maga is olyan súlyosan megsebesült, hogy gyógykezelésre vissza kellett térnie Bécsbe, ahol a kitüntető ünnepélyességgel fogadták. Vereségéért Lacy tábornagyot tette felelőssé.
1761-ben Daun ismét átvette a sziléziai haderő főparancsnokságát. Az orosz uralkodóváltás miatt Frigyes helyzete jelentősen megjavult. Laudon az orosz hadtesttel együttműködve sem tudott eljutni a Bunzelwitz-i porosz táborig (más néven Königszelt, ma: Jaworzyna Śląska, Lengyelország), de október 1-jén gyors lerohanással bevette a Schweidnitz-i erődöt (ma Świdnica, Alsó-Szilézia, Lengyelország). 1762-ben Daun tábornagyot kinevezték az Udvari Haditanács (Hofkriegsrath) elnökének. Teljes hivatali súlyával igyekezett elérni, hogy a hadjáratokban szerzett tapasztalatokat a megkezdett haderőreform során hasznosítsák.
A hétéves háborúban részt vevő hatalmak erőforrásai kimerültek. 1762 elején Erzsébet cárnő meghalt, utóda, Nagy Katalin elhagyta az osztrák szövetséget, ez Nagy Frigyes oldalára billentette a háború mérlegét. A gyarmatokért háborúzó nagyhatalmak (Franciaország és Anglia) 1763. február 10-én megkötötték a párizsi békeszerződést. A Porosz Királyság és ellenfelei február 15-én megkötötték a hubertusburgi békét, amely gyakorlatilag a háború előtti status quo-t állította helyre. A Habsburg Birodalom végleg elveszítette Sziléziát.
Daun tábornagy mindig népszerűbb volt ifjabb vetélytársánál, Laudon tábornagynál, bár több harctéri sikerét Laudonnak köszönhette. Daun nagyon féltékeny volt Laudon hadi sikereire, és ahol csak tehette, vezérkari főnökét, Lacy tábornagyot támogatta Laudon ellenében. A hétéves háború későbbi hadjáratainak mai tanulmányozói általában úgy vélik, hogy Daun módszeres parancsnok volt, legnagyobb hibája a tétovázás volt. Gyorsan reagáló ellenféllel szemben nem tudott eredményt elérni. A sikerek kiaknázásához nagyobb agresszivitásra lett volna szükség, mint amennyit az óvatosan taktikázó Daun kifejtett, és több megfontoltságra, mint amennyit a zseniális Laudon el tudott viselni. A két császári hadvezér súrlódásai meghatározták a hadvezetés menetét. A császári hadseregben csak „Fabius és Marcellus”-ként emlegették őket. Daun tábornagy a harcállások megválasztásának és a manőverező, kitérő hadmozdulatoknak volt nagy mestere. Nagy Frigyes porosz király maga is Daun tábornagyot tartotta legveszélyesebb ellenfelének. Olyan briliáns, kiszámíthatatlan és agresszív ellenféllel szemben, mint Nagy Frigyes, Daun óvatos hadvezetési stílusa helyénvalónak minősíthető. A hadi sikerek kihasználásának rendszeres elmulasztása viszont súlyos kritikával illethető.

## Halála
Leopold Joseph von Daun gróf 1766. február 5-én hunyt el Bécsben. A nagyhírű hadvezért a bécsi Ágoston-rendiek templomában (Augustinerkirche) helyezték örök nyugalomra, a Szent György kápolna falába, édesapja mellé. Mária Terézia rendeletére a templomban emlékművet emeltek tiszteletére (Balthasar Ferdinand Moll művét), amelynek felirata: „országaink megmentője”.

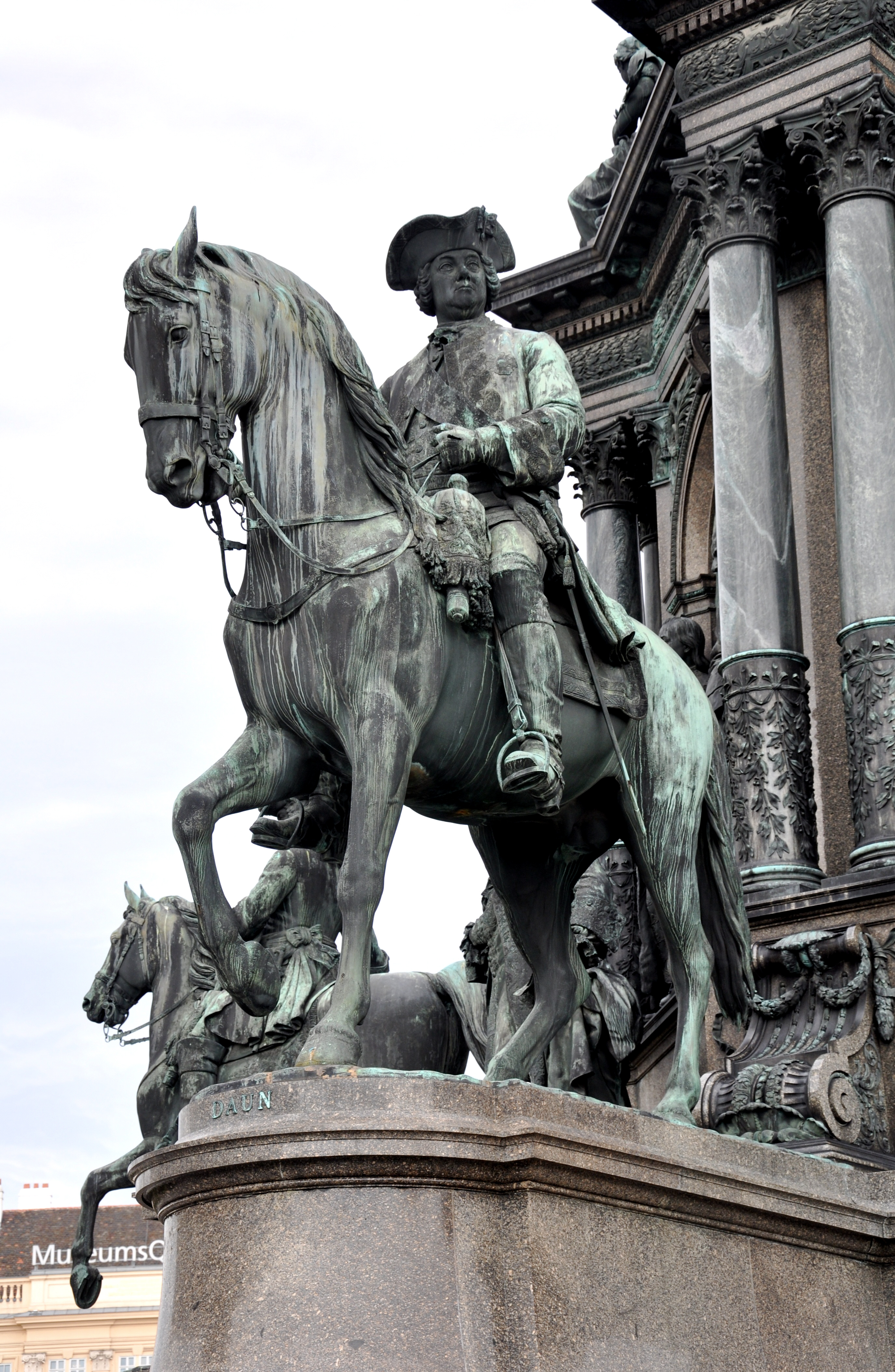
Daun tábornagy lovas szobra a bécsi Mária Terézia emlékművön.

## Emlékezete
- A Osztrák Szövetségi Haderő (Österreichisches Bundesheer) bécsújhelyi laktanyája a Daun-kaszárnya (Daun-Kaserne) nevet viseli.
- Bécsben utca viseli nevét (Daungasse).
- 1888-ban az császári és királyi 56. ezred Daun tábornagy nevét vette föl.
- Lovas bronzszobrát a bécsi Mária Terézia-emlékmű oldalán állították fel (1888-ban).
- Carrarai márványból faragott életnagyságú szobrát felállították a Hadvezérek csarnokában, a bécsi Hadtörténeti Múzeumban.

## Utódainak, birtokainak későbbi sorsa
- Leánya, Maria Eleonora Ernestina von Daun grófnő (portugál nyelven Condessa Maria Leonor Ernestina Daun) 1745-ben feleségül ment Pombal márkihoz (1699–1782), Portugália bécsi nagykövetéhez, aki később I. József portugál király főminisztere lett.
- Miután a Daun család fiágon kihalt, a családnév és a teanói hercegi cím Leopold Joseph von Daun dédunokájára, Pálffy Nándor Lipótra szállt. A Pálffy grófok ezen ága az erdődi gróf és teanói herceg Pálffy-Daun nevet viseli.
- Wallsee-i kastély, Alsó-Ausztria: Daun gróf tábornagy 1755-ben vásárolta a kastélyt eladósodott tulajdonosától, Nikolaus von St. Julien gróftól. Daun jelentős felújítási munkákat végeztetett, vízvezetéket épített ki (ennek fából készült csővezetékeit 1895-ben öntöttvas csövekre cserélték). Daun tábornagy özvegye 1810-ben eladta a kastélyt Franz Carl von Wimpffen grófnak. 1895-ben akkori tulajdonosától, Alfréd szász-coburgi hercegtől a Habsburg-család vásárolta meg. 1900-ban I. Ferenc József leánya, Mária Valéria főhercegnő költözött ide férjével, Ferenc Szalvátor főherceggel. Leszármazottaik mai is a kastélyban laknak.
- Blauer Hof, Laxenburg, Alsó-Ausztria: A Daun tábornagy tulajdonában lévő Blauensteiner-Hof palotát és a szomszédos Pruckner-házat Daun tábornagy 1762-ben átadta Mária Terézia császárnénak, aki a laxenburgi vadászkastélyt már szűknek találta udvartartása számára. Cserébe a Dietrichstein-birtokot kapta.
- Grünne-Haus, Laxenburg (ma: a kastély étterme): Dietrichstein-palota néven Johann Christian Oedtl építette át 1698–1701 között. Mária Terézia 1762-ben vásárolta meg a Dietrichstein földbirtokot, és elcserélte Leopold Daun gróf Blauer Hof palotájára. 1766-ban, Daun halála után Mária Terézia visszavásárolta a kastélyt, és Nikolaus von Pacassi építésszel késő barokk stílusban kibővítette, átépíttette kedvenc leánya, Habsburg–Lotaringiai Mária Krisztina főhercegnő és annak férje, Albert Kázmér szász–tescheni herceg részére.

## Külső hivatkozások
- https://web.archive.org/web/20070926215649/http://www.kuk-wehrmacht.de/biograph/f0006daun.htm életrajz
- https://web.archive.org/web/20070927203822/http://www.burgen-austria.com/PersonenObjekte.asp?show=D kastélyainak története
- http://ferenczygen.tripod.com/ Magyar Arisztokrácia – Pálffy-Daun család